# Польке, Зигмар
Зигмар Польке (нем. Sigmar Polke; 13 февраля 1941, Олесница, Силезия, Германия — 11 июня 2010, Кёльн, Германия) — один из крупнейших мастеров немецкого постмодернизма. На протяжении всего творческого пути Польке увлекается экспериментами с различными техниками и технологиями, виртуозно объединяя технику классического офорта с ультрасовременными технологиями. Зигмару Польке присущ особый художественный метод и изобразительный язык. Художник включает в свои произведения самые разнообразные иронические цитаты: от изображений, напоминающих газетные фотоснимки и комиксы, до фрагментов, ассоциирующихся с искусством поп-арта. Часто произведения снабжены остроумными подписями, нередко с оттенком абсурда, например: «Для того, чтобы огурцы долго сохраняли свежесть, нужно покрасить их, будучи „заранее благодарными“». Стоял у истоков зарождения направления капиталистического реализма.

## Биография
Зигмар Польке родился 13 февраля 1941 г. в силезской Олеснице (ныне Польша). В 1945 — переезжает с семьей в Тюрингию (Советская зона оккупации Германии). Его семья эмигрировала из Восточной Германии в Западную в 1953 г. из-за установившегося в ней коммунистического режима.
В 1959-60-х Польке учился в мастерской по росписи стекла на заводе по производству декоративного стекла и, тяготея к искусству, проводил много времени в галереях и музеях страны, пока в 20 лет не поступил в художественную школу в Дюссельдорфе. Там он написал картины, которые включали в себя также и фотографии на холсте. В 1963 году — первая выставка, Польке основывает вместе с Конрадом Фишер-Люге и Герхардом Рихтером «капиталистический реализм». По окончании в1968 г. он издал собственный альбом (portfolio), состоящий из четырнадцати фотографий, на которых были запечатлены его настольные скульптуры и его перформанс.
За последующие четыре года он сделал тысячи фотографий, которые никогда не печатались, и несколько фильмов, которые не были показаны, и все из-за отсутствия денег. Изучив самостоятельно фотосъёмку, Польке стал экспериментировать с химическими проявителями и закрепителями, добавляя элементы неточности и случайностей в законченные работы.
В 1970—1971-х художник преподаёт в Высшей школе искусств Гамбурга. В 70-е Польке предпринял ряд кругосветных путешествий, занимаясь фотосъёмками в Париже, Нью-Йорке, Афганистане и Бразилии. В 1973 переезжает в деревню Гаспельсхоф под Виллихом, Нижний Рейн. В 1974 — путешествует по Пакистану и Афганистану. С 1977 по 1991 Польке работает профессором в Высшей школе искусств Гамбурга. В 1978 — переезжает в Кёльн. В 1980-81 — совершает путешествие в Австралию, Новую Гвинею, Юго-Восточную Азию.
Скончался 11 июня 2010 года в Кёльне от рака. Похоронен на кладбище Мелатен.

## Эксперименты с живописью
Польке ищет альтернативы средствам традиционной живописи. Он экспериментирует в своем ателье и фотолаборатории, работая с различными материалами, красками и форматами. В соответствии с законами живописи он фотографирует объекты, перенося затем на холст светочувствительные химические соединения. Он пропитывает декоративные ткани особыми составами, чтобы сделать их прозрачными. Он рисует, пишет, вырезает, делает коллажи, работает со всем — от стекла до бумаги. В это время о нём начинают говорить как об «алхимике», имея в виду его стремление оживить свои картины, которые превращаются в саморазвивающиеся организмы. Ему интересно, как поведут себя вместе различные лаки, растворы, нитрат серебра, барий, метанол или спирт на поверхности картины. Говорят, что в свои адские смеси он даже добавлял опасный, содержащий мышьяк зелёный пигмент. И хотя он не слишком большое значение придавал «влиянию» искусства, тем не менее он создавал произведения, полные таинственных и завораживающих эффектов. Некоторые из этих вещей были созданы под влиянием галлюциногенных препаратов.
В 1986 году Польке поразил зрителей Венецианской Биеннале своей работой в немецком павильоне. На стене павильона с помощью специальной смеси он нарисовал абстрактную композицию, краски которой менялись в зависимости от освещённости, времени суток, влажности и температуры воздуха, а также и количества зрителей в помещении. Если павильон был полон, стена голубела. Если тучи собирались на небе, композиция становилась розовой. За эту работу, названную им «Котёл алхимика», жюри выставки присудило Польке «Золотого льва» в области живописи.
«Картины тоже обижаются, если на них никто не смотрит», — говорит Польке. Много воды утекло с тех пор, как он сам разложил их изображением вниз на полу зала дюссельдорфского выставочного зала, закрыв вход на свою персональную выставку решёткой, на которой висел плакат: «Искусство делает свободным». Сквозь его поздние работы из серии «Волшебный фонарь» (Laterna magica), сделанные на слое прозрачного пластика, зритель видит не только лицевую, но и тыльную сторону картины. Со времени крупных персональных выставок Польке в США (1990-92), Амстердаме (1992), Бонне (1997), Берлине (1997) и в музее современного искусства в датском местечке Хумлебек (2001) всё, что делает этот мастер, становится объектом всеобщего внимания и восхищения.
Творчество Польке — его картины, фотографии, рисунки, графика, авторские книги, объекты — всё чаще показывается в русле «новых массмедиа», он высоко котируется в мире СМИ. Вот уже четвёртый год лидирует в иерархии современных художников «Компаса искусства» (Capital Kunstkompass), издаваемого немецким экономическим журналом «Capital».

## Премии и награды
- 1986 — премия «Золотой лев» на XLII Венецианской Биеннале.
- 1988 — Баден-Вюртембергская международная премия в живописи.
- 2007 — премия Рубенса